# Toccara Montgomery
Toccara Montgomery (* 30. Dezember 1982 in Cleveland (Ohio)) ist eine US-amerikanische Ringerin. Sie wurde 2001 und 2003 Vize-Weltmeisterin.

## Werdegang
Toccara Montgomery begann 1998 an der East Technical High School in Cleveland mit dem Ringen. Trainiert wurde sie dort von Kip Flanik. Ab 2001 studierte sie Erziehungswissenschaften an der University of the Cumberlands und wurde auch Mitglied des Cumberland University Wrestling Club. Wenig später trat sie auch noch dem Sunkist Kids Wrestling Club bei und wurde dort von Joe Corso trainiert. Ihre Erfolge auf der Ringermatte begannen im Jahre 2000 und endeten eigentlich schon im Jahre 2004, obwohl sie noch bis zum Jahre 2006 für die University of the Cumberlands auf die Matte ging. Ab 2004 übte sich auch ein Amt als Assistenz-Trainer an dieser Universität aus. Seit Mai 2010 ist sie Cheftrainerin an der Lindenwood University in St. Charles, Missouri. Toccara Montgomery war eine der ersten Afro-Amerikanerinnen, die in die Weltspitze vorstiess.
Im Jahre 2000 belegte sie bei der USA-Meisterschaft in der Klasse bis 68 kg den 4. Platz, wurde aber bereits ein Jahr später, 2001, US-amerikanische Meisterin in der gleichen Gewichtsklasse und ließ dabei so renommierte Ringerinnen wie Kristie Marano und Katie Downing hinter sich. Den gleichen Titel holte sie sich auch in den Jahren 2002 (bis 67 kg) und 2003 und 2004 (bis 72 kg). 2003 verwies sie dabei Samantha Lang und Iris Smith und 2004 Stephany Lee, Katie Downing und Randi Miller auf die Plätze.
Die internationale Karriere von Toccara Montgomery begann im Jahre 2000 mit einem 2. Platz hinter Anita Schätzle aus Deutschland bei der Juniorinnen-Weltmeisterschaft in Nantes in der Gewichtsklasse bis 68 kg. Den gleichen Platz belegte sie auch bei der Junioren-Weltmeisterschaft 2001 in Martigny/Schweiz, wo sie erneut hinter Anita Schätzle den 2. Platz belegte. 2001 startete sie auch bereits bei der Weltmeisterschaft der Aktiven in Sofia und besiegte dort in der Gewichtsklasse bis 68 kg Monika Kowalski aus Polen, Yanli Yang aus China, Heidi Hannele Martti aus Finnland und Swetlana Jarosewitsch aus Russland und stand damit im Finale gegen die mehrfache Weltmeisterin Christine Nordhagen aus Kanada. Dieser Finalkampf wurde zwar von Christine Nordhagen gewonnen, aber Toccara Montgomery konnte als 19-jähriger Neuling bei Weltmeisterschaften mit dem Vize-Weltmeistertitel hoch zufrieden sein.
2002 siegte Toccara Montgomery bei der Pan Amerikanischen Meisterschaft in Maracaibo in der Gewichtsklasse bis 67 kg vor Xiomara Guevara aus Venezuela. Bei der Weltmeisterschaft dieses Jahres im griechischen Chalkida verlor sie in ihrem ersten Kampf in der Gewichtsklasse bis 72 kg, in die sie inzwischen gewechselt war, gegen die Chinesin Wang Xu und konnte sich, des damals sehr eigenartigen Reglements wegen, mit einem Sieg in ihrem zweiten Kampf über Silvana Abdullina aus Kasachstan nur mehr auf den 10. Platz schieben. Im August 2003 siegte sie dann bei den Pan Amerikanischen Spielen in Santo Domingo in der Gewichtsklasse bis 72 kg vor Ohenewa Akuffo aus Kanada und Yasmily Ramos aus Venezuela. Bei der Weltmeisterschaft, die einen Monat später in New York ausgetragen wurde, kam sie zu Siegen über Zarife Yildirim aus der Türkei, Marie Nicole Diedhiou aus dem Senegal, Marina Gastl aus Österreich und Wang Xu, gegen die sie damit erfolgreich Revanche nahm für ihre Niederlage bei der Weltmeisterschaft 2002. Sie stand damit im Endkampf, in dem sie aber gegen die fünffache japanische Weltmeisterin Kyoko Hamaguchi nichts ausrichten konnte und mit 0:2 Runden und 1:4 techn. Punkten unterlag. Sie wurde damit zum zweiten Mal Vize-Weltmeisterin.
Im Dezember 2003 sicherte sich Toccara Montgomery dann bei den sog. Olympia-Trials den Startplatz bei den Olympischen Spielen in Athen in der Gewichtsklasse bis 72 kg durch zwei glatte Siege über Kristie Marano. Danach bereitete sie sich mit Nationaltrainer Terry Steiner im Olympia-Trainings-Center des US-amerikanischen Ringerverbandes in Colorado Springs intensiv auf die Olympischen Spiele in Athen vor. Allerdings brachten im Vorfeld dieser Spiele ihre Teilnahme bei Vorbereitungs-Turnieren nicht ganz zufrieden stellende Ergebnisse. So kam sie beim Dave-Schultz-Memorial in Colorado Springs hinter Anita Schätzle und Stephany Lee nur auf den 3. Platz. Den gleichen Platz belegte sie auch beim vorolympischen Turnier in Athen, wo sie hinter Kyoko Hamaguchi und der Spanierin Maider Unda Gonzales de Audicana einkam. Im Juni 2004 gelang ihr dann allerdings bei den sog. Titan-Games in Atlanta, die in Form eines Länderkampfes USA gegen Kanada stattfanden, ein Schultersieg nach 3:14 Minuten über Christine Nordhagen.
Bei den Olympischen Spielen 2004 in Athen hatte Toccara Montgomery dann ausgesprochenes Lospech, denn sie musste in der Gewichtsklasse bis 72 kg gegen drei enorm starke Gegnerinnen antreten, die alle drei schon mehrfache Weltmeisterinnen waren, oder es in Bälde wurden. In ihrem ersten Kampf verlor sie gegen Kyoko Hamaguchi mit 0:2 Runden und 4:8 techn. Punkten, danach besiegte sie Stanka Slatewa aus Bulgarien und unterlag in ihrem dritten Kampf gegen Christine Nordhagen mit 0:2 Runden und 3:8 techn. Punkten. Sie schied damit aus und kam nur auf den 7. Platz.
Die Enttäuschung von diesem Abschneiden muss bei ihr so groß gewesen sein, dass sie ihre internationale Laufbahn danach mit 22 Jahren praktisch beendete. Sie startete zwar noch bis zum Jahre 2006 in Wettkämpfen für ihre Universität. Im Dezember 2005 rang sie in Burnaby in einem Länderkampf USA gegen Kanada in einer extra für diesen Kampf eingerichteten Gewichtsklasse bis 82 kg gegen Shayle Turcotte und unterlag dieser nach Punkten. Kurz darauf konnte sie diese Ringerin aber in einem Vergleich ihrer beiden Universitäts-Mannschaften besiegen. 2006 gelang ihr dann noch ein Sieg bei der US-amerikanischen Studentenmeisterschaft in der Gewichtsklasse bis 80 kg, die es nur im Studentenringen gab.

## Internationale Erfolge
| Jahr | Platz | Wettbewerb                                           | Gewichtsklasse | Ergebnis |
| ---- | ----- | ---------------------------------------------------- | -------------- | --- |
| 2000 | 2.    | Dave-Schultz-Memorial in Colorado Springs            | bis 62 kg      | hinter Sara McMann und Cathielee Albert, bde. USA |
| 2000 | 1.    | Sunkist-Kids-Intern. in Tempe/Arizona                | bis 62 kg      | vor Melanie Macari, Catherine Downing und Sandra Bacher, alle USA |
| 2000 | 1.    | Austrian-Lady-Open in Götzis                         | bis 68 kg      | vor Annika Oertli, Deutschland, Michela Krizkova-Spoutsova, Tschechien und Marina Gastl, Österreich                                                                           |
| 2000 | 2.    | Junioren-WM (Juniors) in Nantes                      | bis 68 kg      | hinter Anita Schätzle, Deutschland, vor Natalja Gawrilowa, Russland |
| 2000 | 3.    | Canada-Cup in Calgary                                | bis 68 kg      | hinter Shannon Samler, Kanada und Katie Downing, USA |
| 2001 | 1.    | Manitoba-Open in Winnipeg                            | bis 68 kg      | vor Katie Downing und Laura Jones, Kanada |
| 2001 | 1.    | Yasar-Dogu-Memorial in Istanbul                      | bis 68 kg      | |
| 2001 | 2.    | Junioren-WM (Juniors) in Martigny/Schweiz            | bis 68 kg      | hinter Anita Schätzle, vor Mimi Sugawara, Japan und Viola Yanik, Kanada |
| 2001 | 1.    | Sunkist-Kids-Intern. in Phoenix/Arizona              | bis 68 kg      | vor Christine Nordhagen, Kanada, Katie Downing und Kaci Lyle, bde. USA |
| 2001 | 2.    | WM in Sofia                                          | bis 68 kg      | nach Siegen über Monika Kowalska, Polen, Yanli Wang, China, Heidi Hannele Martti, Finnland und Swetlana Jarosewitsch, Russland und einer Niederlage gegen Christine Nordhagen |
| 2002 | 1.    | Guelph-Open                                          | bis 67 kg      | vor Evy Yellen und Megan Dalon, bde. Kanada |
| 2002 | 1.    | Dave-Schultz-Memorial in Colorado Springs            | bis 67 kg      | vor Sihag Kiran, Indien und Stanka Slatewa, Bulgarien |
| 2002 | 1.    | Pan Amerikanische Meisterschaften in Maracaibo       | bis 67 kg      | vor Xiomara Guevara, Venezuela |
| 2002 | 1.    | Sunkist-Kids-Open in Phoenix/Arizona                 | bis 72 kg      | vor Iris Smith, Kaci Lyle und Alicia Mena, alle USA |
| 2002 | 10.   | WM in Chalkida/Griechenland                          | bis 72 kg      | nach einer Niederlage gegen Wang Xu, China und einem Sieg über Silvana Abdullina, Kasachstan                                                                                  |
| 2002 | 1.    | Morris-Women-Open                                    | bis 72 kg      | vor Katie Downing, Randi Miller und Megan Goldsmith, alle USA |
| 2002 | 1.    | New-York-Athletic-Club-International                 | bis 72 kg      | vor Kristie Marano, USA, Monika Kowalski, Polen und Ohenewa Akuffo, Kanada |
| 2003 | 1.    | Dave-Schultz-Memorial in Colorado Springs            | bis 72 kg      | vor Samantha Lang und Iris Smith, bde. USA und Christine Nordhagen |
| 2003 | 3.    | Manitoba-Open in Winnipeg                            | bis 72 kg      | hinter Christine Nordhagen und Samantha Lang, vor Kaci Lyle und Pam Wilson, Kanada                                                                                            |
| 2003 | 1.    | Gilbert-Schaub-Turnier in Tourcoing                  | bis 72 kg      | |
| 2003 | 1.    | Pan Amerikanische Meisterschaften in Guatemala-Stadt | bis 73 kg      | vor Ohenewa Akuffo und Carol Sugerisis, Dom. Rep. |
| 2003 | 3.    | Canada-Cup in Guelph                                 | bis 72 kg      | hinter Ohenewa Akuffo und Pam Wilson, vor Ashley Cross, alle Kanada |
| 2003 | 1.    | Pan Amerikanische Spiele in Santo Domingo            | bis 72 kg      | vor Ohenewa Akuffo und Yasmily Ramos, Venezuela |
| 2003 | 2.    | WM in New York                                       | bis 72 kg      | nach Siegen über Zarife Yildirim, Türkei, Marie Nicole Diedhieu, Senegal, Marina Gastl und Wang Xu und einer Niederlage gegen Kyoko Hamaguchi, Japan                          |
| 2003 | 1.    | Welt-Cup in Tokio                                    | bis 72 kg      | vor Christine Nordhagen und Kyoko Hamaguchi |
| 2003 | 2.    | New-York-Athletik-Club-International                 | bis 72 kg      | hinter Kristie Marano, vor Iris Smith und Marina Gastl |
| 2004 | 3.    | Intern. Turnier in Athen                             | bis 72 kg      | hinter Kyoko Hamaguchi und Maider Unda Gonzales de Audicana, Spanien, vor Swetlana Martinenko, Russland und Anita Schätzle                                                    |
| 2004 | 3.    | Dave-Schultz-Memorial in Colorado Springs            | bis 72 kg      | hinter Anita Schätzle und Stephany Lee, USA, vor Ohenewa Akuffo |
| 2004 | 7.    | OS in Athen                                          | bis 72 kg      | nach einer Niederlage gegen Kyoko Hamaguchi, einem Sieg über Stanka Slatewa, Bulgarien und einer Niederlage gegen Christine Nordhagen                                         |

## USA-Meisterschaften
| Jahr | Platz | Gewichtsklasse | Ergebnis                                                                     |
| ---- | ----- | -------------- | ---------------------------------------------------------------------------- |
| 2000 | 4.    | bis 68 kg      |                                                                              |
| 2001 | 1.    | bis 68 kg      | vor Kristie Marano, Catherine Downing und Kaci Lyle                          |
| 2002 | 1.    | bis 67 kg      | vor Katie Downing, Lisa Bisers und Brandy Golt                               |
| 2003 | 1.    | bis 72 kg      | vor Samantha Lang, Iris Smith und Conna Bradley                              |
| 2004 | 1.    | bis 72 kg      | vor Stephany Lee, Katie Downing, Iris Smith, Satrina Vernon und Randi Miller |

Erläuterungen
- alle Wettbewerbe im freien Stil
- OS = Olympische Spiele, WM = Weltmeisterschaften